# Френдшип (Тенеси)
Френдшип (енгл. Friendship) град је у америчкој савезној држави Тенеси.

## Демографија
По попису из 2010. године број становника је 668, што је 60 (9,9%) становника више него 2000. године.
| Група             | 2000.       | 2010.       |
| Белци             | 511 (84,0%) | 532 (79,6%) |
| Афроамериканци    | 71 (11,7%)  | 61 (9,1%)   |
| Азијати           | 0 (0,0%)    | 0 (0,0%)    |
| Хиспаноамериканци | 21 (3,5%)   | 70 (10,5%)  |
| Укупно            | 608         | 668         |